# 1st Special Operations Wing
Das 1st Special Operations Wing  (1st SOW) ist neben dem 27th SOW eines der zwei aktiven Special Operations Wings (dt. „Spezialeinsatzgeschwader“) der US Air Force (USAF). Der Verband untersteht dem Air Force Special Operations Command (AFSOC) und hat seine Heimatbasis in Hurlburt Field, Teil der Eglin Air Force Base, Florida, wo auch das Hauptquartier der AFSOC beheimatet ist. Einige Einheiten des 1st SOW sind außerdem auf den Stützpunkten Eglin Air Force Base, Florida, und Nellis Air Force Base, Nevada, stationiert.

## Geschichte
Die namensgebende Vorläuferin des 1st SOW war die 1st Air Commando Group. Sie wurde im August 1943 als „Provisional Composite No. 1 Air Commandos“ aufgestellt, um die britisch-indischen Chindits von General Wingate auf dem China-Burma-Indien-Kriegsschauplatz zu unterstützen. Im März 1944 erhielt die Einheit ihre endgültige Bezeichnung 1st Air Commando Group. Die Gruppe vereinigte sämtliche luftgestützten Einsatzkräfte von Jagd- bis hin zu Transportflugzeugen auf Gruppenebene. Sie wurde am 8. Oktober 1948 aufgelöst und am 18. April 1962 wieder aufgestellt.
In den frühen 1960er Jahren stellten die US-amerikanischen Streitkräfte zum ersten Mal spezielle Einheiten zur Guerilla-Bekämpfung auf. Die erste Einheit dieser Art in der USAF war die Anfang 1961 aufgestellte 4400th Combat Crew Training Squadron (CCTS), die den Codenamen „Jungle Jim“ trug. Sie wurde später in 1st Air Commando Group umbenannt, nach der oben beschriebenen Einheit die im Zweiten Weltkrieg auf dem süd- und ostasiatischen Kriegsschauplatz eingesetzt war.
Die Gruppe spezialisierte sich auf Taktiken zur Unterstützung von befreundeten Bodenstreitkräften in lokal begrenzten Konflikten. Dies tat sie unter dem Codenamen Farm Gate ab Oktober 1961 in Laos und Südvietnam, wo einheimische Besatzungen auf T-28 Trojan, DC-3/C-47 Dakota und B-26 Invader geschult wurden. Ein äußeres Kennzeichen für die Angehörigen der Einheit war das Tragen des australischen Buschhuts.
Am 1. Juni 1963 wurde die Einheit in 1st Air Commando Wing und am 8. Juli 1968 in 1st Special Operations Wing umbenannt.
Am 1. Oktober 1993 erfolgte eine weitere Umbenennung, ausgelöst durch die Direktive des Air Force Generalstabschefs General Merrill McPeak, die vorsah, dass zwei aktive Einheiten nicht die gleiche Nummer tragen dürfen. Die USAF beschloss die Umbenennung in 16th Special Operations Wing, da dem „konkurrierenden“ 1st Fighter Wing eine höhere Gewichtung bei der Fortführung seiner Namenstradition zugestanden wurde.
2006 wurde die Aufstellung eines zweiten Special Operations Wing bekannt gegeben, das auf der Cannon Air Force Base (New Mexico) stationiert werden sollte. Die Führung der USAF entschied, dass die in Hurlburt stationierte Einheit wieder ihren ursprüngliche Bezeichnung zurückerhalten und die neu aufzustellende Einheit die Bezeichnung 16th SOW tragen sollte. Die 1st SOW (und frühere 16th SOW) erhielt damit am 16. November 2006 wieder ihre alte Benennung.
Mit Wirkung vom 1. Oktober 2007 führt das zweite SOW aktuell die Bezeichnung 27th SOW und übernahm damit die Namenstradition des bisher in Cannon AFB beheimateten 27th Fighter Wing.

## Auftrag
Der Aufgabenschwerpunkt des 1st SOW liegt im Bereich der unkonventionellen Kriegsführung. Dazu gehören u. a.: Terrorismusbekämpfung, Suche und Rettung von Kräften im Kampfeinsatz hinter den feindlichen Linien, Abriegelung und Luftnahunterstützung, Psychologische Kriegsführung und Unterstützung von Entwicklungsländern beim Aufbau von Luftstreitkräften.
Hinzu kommt die Bereitstellung von Luftbetankungskapazitäten für andere Einheiten, die unter Sondereinsatzbedingungen operieren.
Besonders hervorzuheben sind noch die Geheimaufklärungsfähigkeiten einschließlich Lage- und Zielanalysen  für gemeinsam operierende Spezialkräfte und für Such- und Rettungsoperationen.

## Organisation

Emblem der 1st Special Operations Maintenance Squadron

Emblem der 8th SOS

Die Einheit umfasst vier wesentliche Untergliederungen:
- 1st Special Operations Group
- 1st Special Operations Maintenance Group
- 1st Special Operations Mission Support Group
- 1st Special Operations Medical Group

Die größte Einheit hierbei ist die 1st Special Operations Group, die 2021 sieben Squadrons  mit Starrflügel- und Wandelflugzeugen umfasste. Die Special Operations Maintenance Group wartet über die Hälfte dieses Materials und ist auch verantwortlich für die Überwachung der Wartungsausführung durch Vertragsfirmen. Die am stärksten diversifizierte Einheit ist die Special Operations Mission Support Group, die das Personal für baubezogene Aufgaben, Logistik, Kommunikations- und Sicherheitsaufgaben bereitstellt.  Die Special Operations Medical Group ist naturgemäß für alle gesundheitsbezogenen Aufgaben  der Einheit zuständig, wobei auch die Familienmitglieder der Einheitsangehörigen inbegriffen sind.
Die Gliederung der 1st Special Operations Group mit Stand Ende 2021 ist nachfolgend dargestellt. Alle Einheiten sind auf dem Hurlburt Field in Florida stationiert:
| Squadrons der 1st Special Operations Group           |
| ---------------------------------------------------- |
| 4th Special Operations Squadron AC-130J Ghostrider   |
| 8th Special Operations Squadron CV-22B Osprey        |
| 15th Special Operations Squadron MC-130J Commando II |
| 34th Special Operations Squadron U-28A Draco         |
| 65th Special Operations Squadron MQ-9 Reaper         |
| 73rd Special Operations Squadron AC-130J Ghostrider  |
| 319th Special Operations Squadron U-28A Draco        |

## Ausrüstung
Die Einheit nutzt eine Vielzahl unterschiedlicher Flugzeugtypen, die von der Lockheed Martin AC-130H Gunship bis zur General Atomics MQ-9, einem unbemannten Luftfahrzeug (UAV) reichen.

### Hercules
Zahlenmäßig am stärksten in der 1st SOW vertreten ist die Lockheed Martin C-130 Hercules, von der fünf unterschiedliche Varianten im Einsatz sind. Am stärksten gefragt sind hier die Gunship-Versionen AC-130H Spectre und AC-130U Spooky. Für ihre Nachteinsätze sind sie mit FLIR-Systemen und Low Light Level Television (LLLTV) ausgerüstet. Die AC-130H besitzt zwei 20-mm-M61A1-Vulcan-Maschinenkanonen, eine 40-mm-L/60-Bofors-Kanone und eine 105-mm-Haubitze auf der linken Flugzeugseite. Die AC-130U verwendet dagegen statt der zwei M61-Bordkanonen eine 25-mm-GAU-12-Gatling-Maschinenkanone. Die 25-mm- und 40-mm-Bewaffnung wird aber bis 2011 durch die Bushmaster-30-mm-Kanone ersetzt werden. Die Spooky ist der Lage, zwei Ziele simultan anzugreifen und gegenüber der H-Version die doppelte Menge an Munition mitzuführen.
Die AC-130U wird in den nächsten Jahren außerdem eine Reihe von Verbesserungen der Avionik und des Feuerleitsystems erhalten, um sie optimal für Allwetter-Operationen tauglich zu machen.
Da der Bedarf an Gunships vom AFSOC als sehr hoch angesehen wird, gehen Überlegungen dahin, auch die Alenia C-27J für diese Rolle einzusetzen. Die Versuche begannen im Juli 2008 auf der Eglin AFB in Florida mit einer ausgemusterten C-27A.
Die Mehrzahl der eingesetzten Hercules gehören zu den Varianten der M-Serie. Diese sind MC-130E Combat Talon I, MC-130H Combat Talon II, MC-130P Combat Shadow und die MC-130W Combat Spear, die für Unterstützungsaufgaben aller Art herangezogen werden. Dazu gehört, dass alle MC-130 für die Luftbetankung der anderen AFSOC-Flugzeuge ausgerüstet sind, sowie auch Infiltrations- und Evakuierungseinsätze und die Versorgung im Einsatz durchführen können.
Die AFSOC hat begonnen, die MC-130-Flotte durch 14 HC/MC-130J zu ersetzen, insgesamt sollen 68 neue Maschinen beschafft werden.
| Variante | Bezeichnung     | Anzahl | Besatzung | Auftrag                              |
| -------- | --------------- | ------ | --------- | ------------------------------------ |
| AC-130H  | Spectre         | 8      | 13        | Luftnahunterstützung                 |
| AC-130U  | Spooky          | 17     | 13        | Luftnahunterstützung                 |
| MC-130E  | Combat Talon I  | 14     | 9         | Infiltration, Extraction, Versorgung |
| MC-130H  | Combat Talon II | 24     | 7         | Infiltration, Extraction, Versorgung |
| MC-130P  | Combat Shadow   | 28     | 7         | Luftbetankung                        |
| MC-130W  | Combat Spear    | 12     | 7         | Infiltration, Extraction, Versorgung |

### Drehflügler
Seit 1980 stellt die Sikorsky MH-53 Pave Low (A) einen wichtigen Teil der AFSOC-Ausrüstung dar. Ursprünglich wurden mit den 39 beschafften Maschinen vier Staffeln ausgerüstet. Die letzte im Einsatz befindliche Version war die MH-53M Pave Low IV. Das letzte Exemplar wurde am 30. September 2008 ausgemustert und die 20th SOS anschließend deaktiviert.

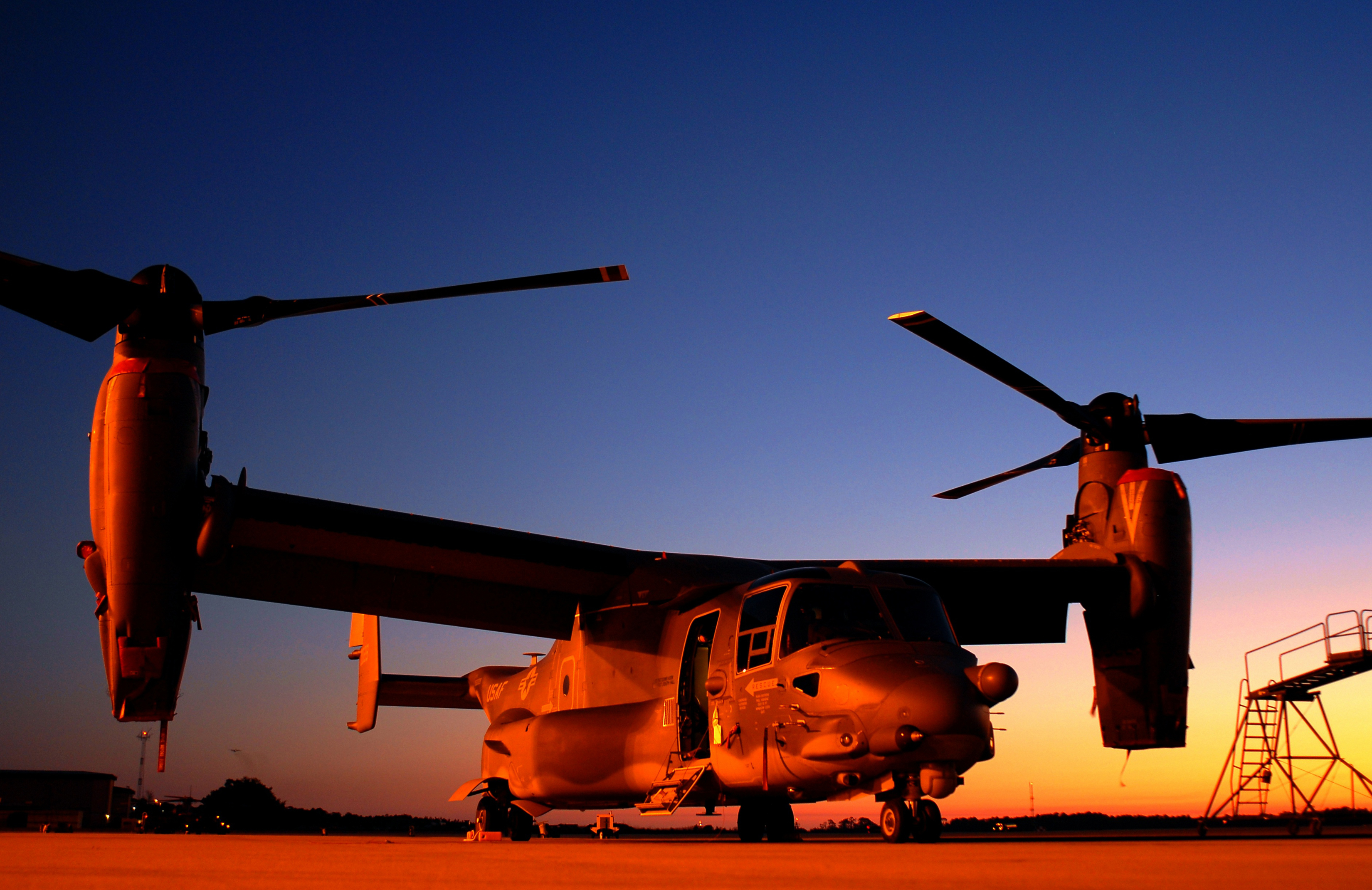
CV-22 der 8th SOS auf der Flightline von Hurlburt Field (Februar 2007)

Ersetzt wird die MH-53 durch das Kippflügelflugzeug CV-22 Osprey, die ersten Exemplare erhielt das 1st SOW im Jahre 2006. Sie werden derzeit in der 8th SOS eingesetzt, wobei die Einsatzfreigabe (Initial Operational Capability) für 2009 erwartet wird. Insgesamt will das 1st SOW 50 Stück der CV-22 beschaffen. Als größter Vorteil gegenüber der MH-53 wird die deutlich größere Reichweite der CV-22B angesehen.

### Andere Luftfahrzeuge
In den letzten Jahren wurden auch unbemannte Luftfahrzeuge bei der 1st SOW in Dienst gestellt. Die General Atomics MQ-1 Predator und General Atomics MQ-9 Reaper werden für die Aufklärung und Bodenangriffsaufgaben bei der 3rd SOS eingesetzt.
Neu ist auch die Pilatus PC-12 (U-28A), die der 319th SOS zugeteilt ist und für Intra-Theatre Transport von Einsatzkräften und Material eingesetzt wird.
(A)Pave steht für: Precision Avionics Vectoring Equipment, Low deutet auf die geringe Einsatzhöhe hin, in der die MH-53 operierte.